# Služebnice Nejsvětějšího Srdce Ježíšova (Versailles)
Služebnice Nejsvětějšího Srdce Ježíšova (francouzsky: Servantes du Sacré-Coeur de Jésus) je ženská řeholní kongregace, jejíž zkratkou je S.S.C.J.

## Historie
Kongregace byla založena ve Francii, aby poskytovala pomoc mladým ženám, které se do hlavního města přestěhovaly z venkovských oblastí Alsaska a Lotrinska. Byla zřízena v Paříži dne 17. října 1866 knězem Pierrem-Victorem Braunem.
Od roku 1870 vznikaly řeholní domy v Anglii a ve Vídni.
Roku 1885 byla po různých lokacích kongregace přenesena do Versailles.
Roku 1954 započala misie v Guineji.
Dne 29. března 1899 kongregace získala od Svatého stolce decretum laudis a 1. května 1934 byly schváleny její stanovy.

## Aktivita a šíření
Věnují se pomoci mladým lidem a péči o sirotky a nemocné.
Kromě Francie jsou sestry přítomny v Belgii, na Pobřeží slonoviny, v Mali a Nigeru; generální kurie se nachází ve Versailles.
K roku 2011 měla 125 sester ve 12 domech.